# Ford Explorer (2024)
La Ford Explorer è un'autovettura di tipo crossover SUV a propulsione elettrica prodotta dalla casa automobilistica statunitense Ford a partire dal 5 giugno 2024.

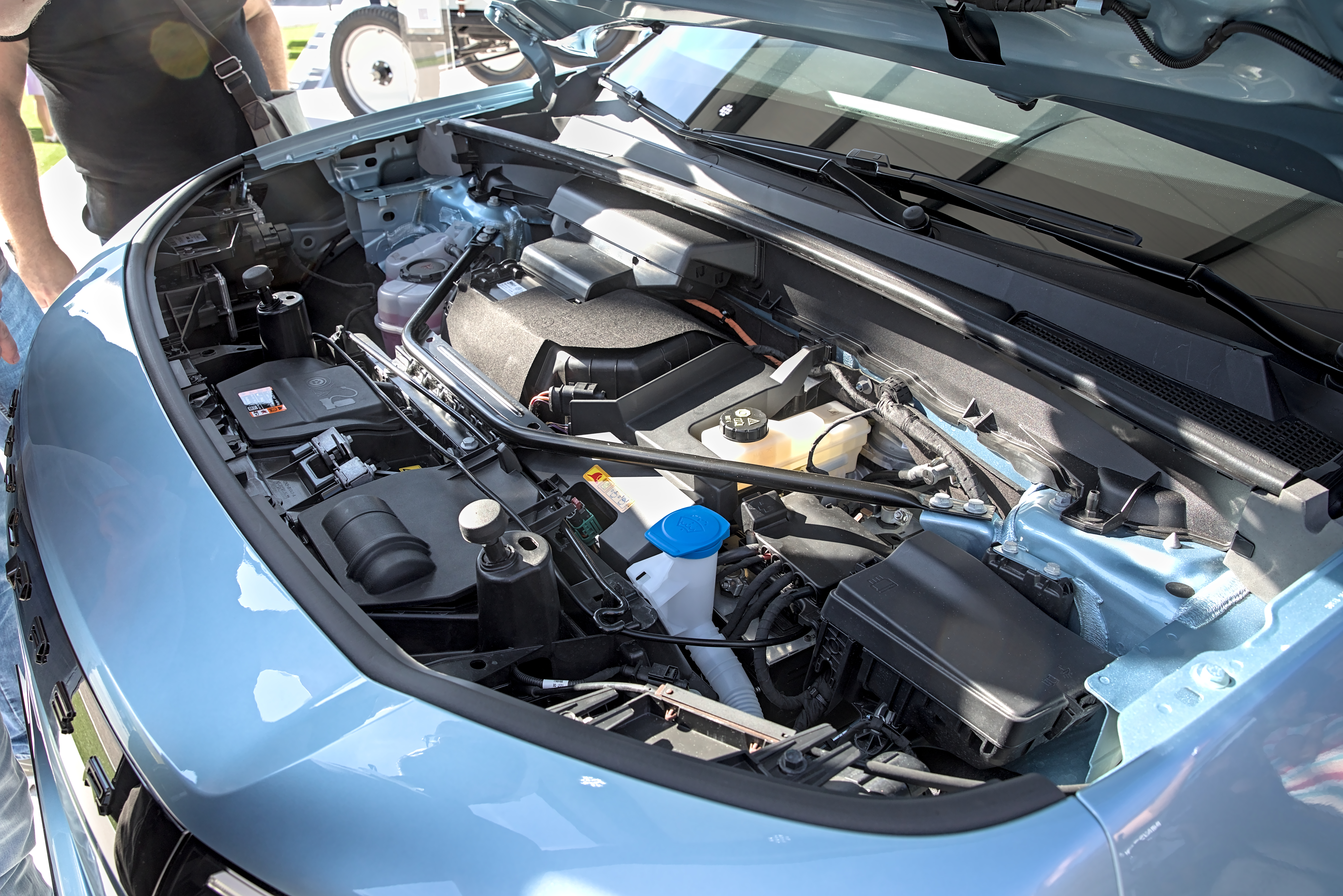
Cofano Anteriore

## Descrizione

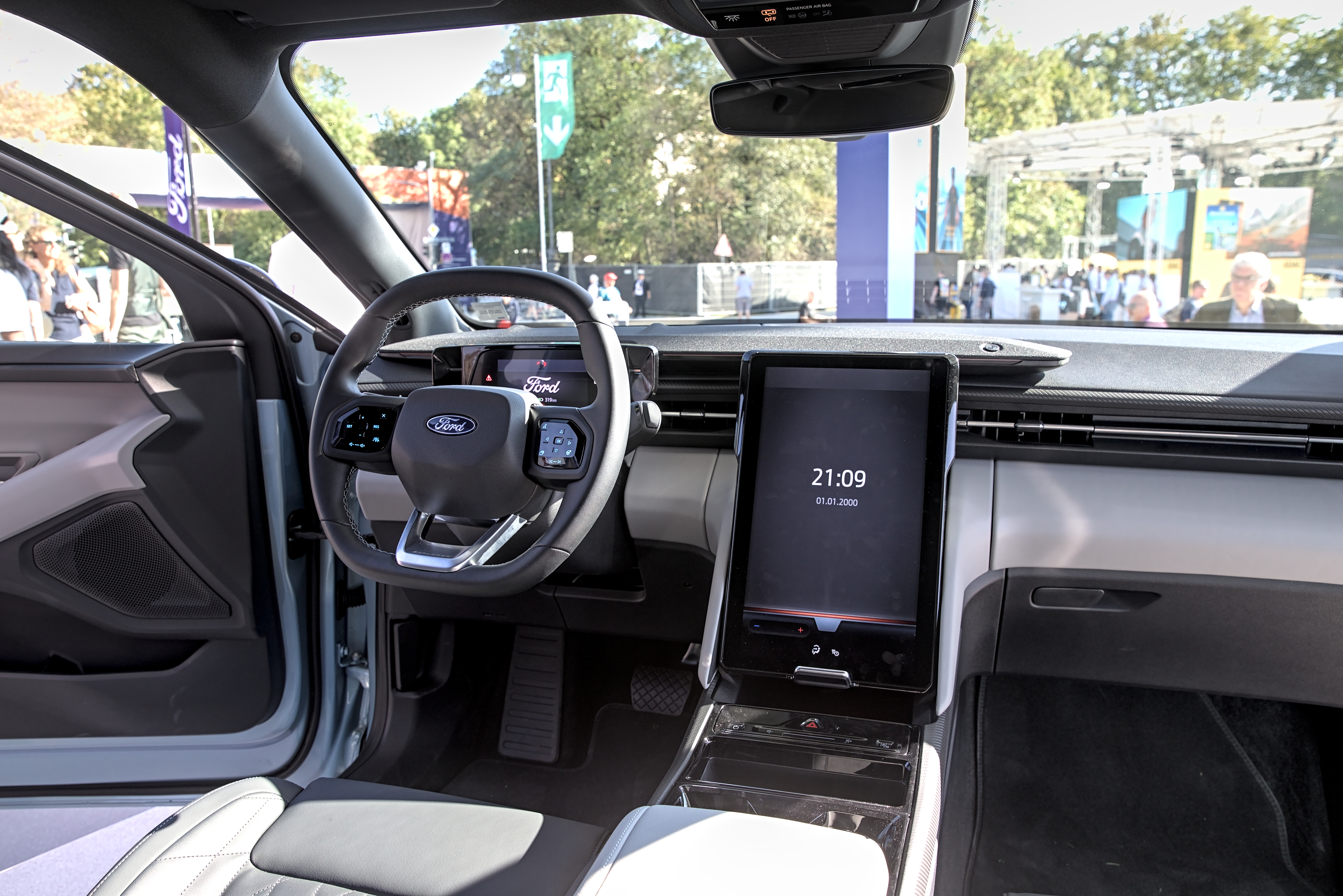
Interni

Prodotta a Colonia in Germania e commercializzata solo in Europa, l'auto è basata sulla piattaforma MEB del Gruppo Volkswagen.
L'Explorer è stata presentata il 21 marzo 2023. Costruita sulla stessa piattaforma della Volkswagen ID.4, il veicolo è il risultato di una partnership globale in corso tra le due case automobilistiche. 
Il nuovo Explorer è il primo veicolo elettrico della casa ad essere costruito nel Ford Cologne Electrification Center a Colonia.